# Polish-led Battlegroup
Polish-led Battlegroup är en av EU:s snabbinsatsstyrkor. Styrkan stod i beredskap tillsammans med UK-Dutch Battlegroup under perioden januari-juni 2010 . Gruppen kommer avlösas av Italian-Romanian-Turkish Battlegroup. Polen kommer även inneha huvudansvaret för styrkan, dvs. man är Leading Nation för Polish-led Battlegroup.